# Mixmag
Mixmag es una revista y marca multimedia británica especializada en música electrónica, cultura DJ y el clubbing. Desde su fundación en Londres en 1982, cubre diversos eventos de música y realiza críticas musicales, así como de festivales y discotecas. Según la propia empresa, llegan a alrededor de 100.000.000 lectores mensuales y poseen 16 oficinas repartidas por todo el mundo (a fecha de 2019). Sus vídeos alcanzaron las 74 millones de visitas en 2018 desde el canal de YouTube, al cual se han suscrito alrededor de 1.4 millones de seguidores en 2020.

## Historia
El primer número de Mixmag se imprimió el 1 de febrero de 1983 como una revista en blanco y negro de 16 páginas publicada por Disco Mix Club, una organización de DJs británica. En esta primera portada salieron el grupo de música estadounidense Shalamar.
Cuando la música house se popularizó en los años 1980, el editor y DJ Dave Seaman convirtió la revista de un boletín para DJs en una revista que cubría toda la música dance electrónica y la cultura de clubes. Mixmag, en asociación con su editorial original, DMC Publishing, lanzó una serie de CDs bajo el título Mixmag Live.
La revista, que alcanzó una circulación de hasta 70.000 copias durante el apogeo de la popularidad del acid house, se vendió más tarde a EMAP Ltd. a mediados de los años 90.
En 2001, la revista se asoció con Virgin Records para lanzar un álbum doble titulado B!g Tunes. Después de una caída en las ventas en 2003, fue comprada por Development Hell, la compañía que también era propietaria de la revista musical The Word, en 2005.
En 2007, Nick DeCosemo se convirtió en editor de la revista, siendo sustituido por Duncan Dick en 2015.
En 2012, The Guardian colaboró con Mixmag en una encuesta sobre los hábitos de consumo de drogas de los británicos.
Mixmag es propiedad de Wasted Talent Ltd, una empresa que cambió su nombre de Mixmag Media Ltd en mayo de 2017.